# Geert Wilders

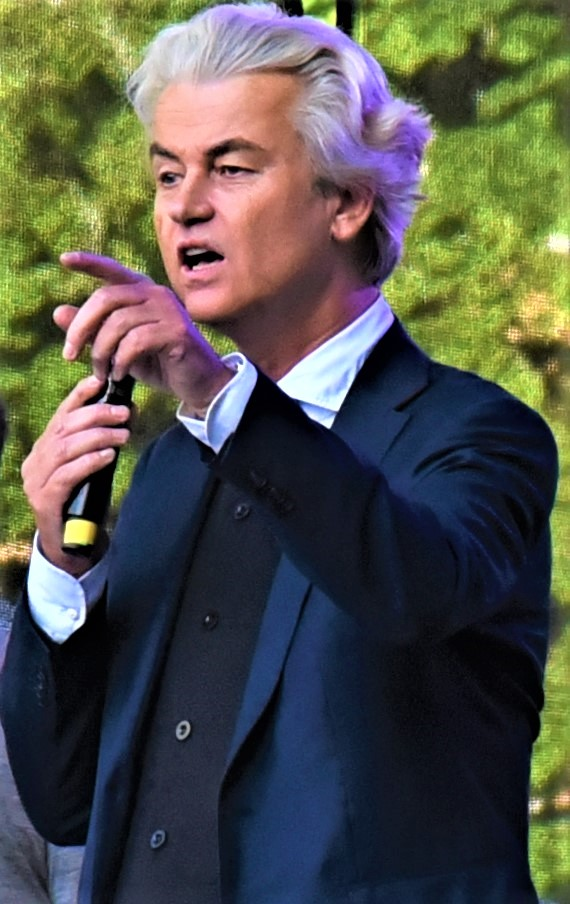
Geert Wilders (2019)

Geert Wilders (* 6. September 1963 in Venlo, Provinz Limburg) ist ein niederländischer Politiker der rechtspopulistischen Partij voor de Vrijheid (PVV). Er ist seit 1998 Abgeordneter in der Zweiten Kammer der Generalstaaten. Wilders trat 2004 aus der rechtsliberalen VVD aus und gründete 2006 die PVV, deren Vorsitzender und einziges Mitglied er seither ist.
Er ist vor allem für seine Äußerungen gegen den Islam, gegen Einwanderer und in den Niederlanden lebende Muslime sowie gegen die Europäische Union bekannt. Nach herabwürdigenden Äußerungen gegen Marokkaner wurde er rechtskräftig der „Beleidigung einer Menschengruppe“ (Groepsbelediging) schuldig gesprochen.

## Familie und frühes Leben
Wilders wurde als Sohn von Johannes Henricus Andreas Wilders (1923–2005) und dessen Frau Maria Anne (geborene Ording, 1933–2024) geboren. Sein Vater stammte aus Maasbree in der Provinz Limburg, seine indonesisch-niederländische Mutter aus Sukabumi (damals in Niederländisch-Indien).
Wilders besuchte die Mittelschule (Mavo und Havo) des römisch-katholischen St. Thomas College in Venlo. In der römisch-katholischen Kirche getauft und erzogen trat er volljährig aus der Kirche aus und bezeichnete sich 2007 als Agnostiker.
1982 reiste Wilders mit Rucksack von Eilat (Israel) über die Grenze zu Ägypten. Er reiste nach Kairo und in den ägyptischen Badeort Scharm asch-Schaich und schrieb später, er habe dort Freundlichkeit und Hilfsbereitschaft erlebt, aber auch Angst vor „islamischen Herrschern“.
Nach Schule und Grundwehrdienst 1983/84 arbeitete er bei einer Versicherung und begann nebenbei Rechtswissenschaften an der Open Universiteit Nederland zu studieren. Er arbeitete einige Monate als Volontär in einer israelischen Siedlung namens Moschaw Tomer.
Wilders sagte 2007, er sei immer noch „verliebt in Israel“.
Er arbeitete von 1984 bis 1986 im (bis 1999 bestehenden) Krankenversicherungsrat, einer dem Minister für Gesundheit, Wohlfahrt und Sport unterstellten Kontrollinstanz, und dann bis 1988 im Sozialversicherungsrat.
Er heiratete am 31. Juli 1992 in Budapest Krisztina Marfai, eine ungarische Diplomatin jüdischer Herkunft.

## Politische Karriere
Wilders wurde 1989 Mitglied der Volkspartij voor Vrijheid en Democratie (VVD).
Er schrieb 1990 bis 1998 Reden und arbeitete zu sozialwirtschaftlichen Themen für die Parlamentsfraktion der VVD. Er war in der ungarischen Arbeitsgruppe der VVD, die sich gegen eine Aufnahme der Slowakei und Rumäniens in die EU einsetzte.

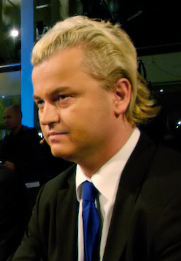
Wilders bei einer Debatte im Wahlkampf zu den Parlamentswahlen 2006

Wilders wurde nach einer kurzen Zeit als Gemeinderat in Utrecht bei der Parlamentswahl 1998 für die VVD in die Zweite Kammer der Generalstaaten gewählt, ebenso bei der Wahl im Mai 2002. Im September 2004 trat er aus der VVD aus, blieb als Einmannfraktion in der tweede Kamer und verwendete den Begriff Groep Wilders. Anfang 2006 gründete er die PVV (Partij voor de Vrijheid, übersetzt Partei für die Freiheit). In dieser ist er wegen deren Organisationsstruktur bis heute einziges Parteimitglied. Die Partei trat bei den niederländischen Parlamentswahlen am 22. November 2006 an. Sie erhielt 5,9 Prozent und neun Sitze in der Zweiten Kammer.
Er wurde im Jahr 2007 von der öffentlich-rechtlichen Rundfunkanstalt Nederlandse Omroep Stichting zum „Politiker des Jahres“ gewählt, seine Wahl wurde damit begründet, dass er die „politische Diskussion beherrsche“ und „die Debatte an sich ziehe“.
Seit ein islamischer Fundamentalist den Regisseur und Filmemacher Theo van Gogh am 2. November 2004 ermordete, steht Wilders wegen Morddrohungen unter Polizeischutz. Wilders schlief angeblich jede Nacht an einem anderen Aufenthaltsort und sah seine Ehefrau nur „alle ein, zwei Wochen“. Er war 2010 der einzige Abgeordnete der Zweiten Kammer, dessen Wohnsitz nicht veröffentlicht wurde.
Im Februar 2009 verbot die britische Innenministerin Jacqui Smith (Labour) Wilders die Einreise ins Vereinigte Königreich. Das Verbot und Wilders’ anschließende Verhaftung in London lösten im In- und Ausland Proteste aus. Wilders wollte auf Einladung eines britischen Abgeordneten seinen islamkritischen Film Fitna im britischen Unterhaus vorführen. Wilders klagte anschließend erfolgreich vor Gericht und reiste im Oktober 2009 erneut nach London.
Bei der niederländischen Parlamentswahl am 22. November 2023 erhielt Wilders’ PVV 23,5 % der Stimmen (plus 12,7 Prozentpunkte) und 37 von 150 Sitzen der Zweiten Kammer des Parlaments.
Am 13. März 2024 gab Wilders bekannt, auf das Amt des Ministerpräsidenten zu verzichten. Dies sei das Ergebnis von Gesprächen mit drei weiteren rechten Parteien gewesen, die eine neue Regierung bilden möchten.
Das Kabinett Schoof wurde am 2. Juli 2024 vereidigt. PVV, VVD, NSC und BBB hatten am 15. Mai 2024 eine Koalition vereinbart. Wilders hat keinen Ministerposten.
Wilders drohte am 10. Februar 2025 nach monatelangem Streit über eine Verschärfung des Asylrechts in den Niederlanden mit einem Platzen der Regierungskoalition. Der aktuelle Gesetzesentwurf müsse „schnell und unverändert“ im Parlament eingebracht werden – andernfalls würden „die Wähler das Wort haben“.
Wilders zog sich am 3. Juni 2025 mit seiner Partei PVV aus der Regierungskoalition zurück. Anlass hierfür war der Konflikt um die Migrationspolitik. Infolge seines Austritts aus der Koalition zerbrach auch die niederländische Regierung.

## Strafverfahren wegen Gruppenbeleidigung

### Erstes Verfahren
Nach Fitna und anderen islamkritischen Veröffentlichungen wurden vor allem von Muslimen zahlreiche Anzeigen gegen Wilders erstattet. Die Staatsanwaltschaft gelangte zunächst zu der Auffassung, dass die Aussagen des Politikers kein Strafverfahren rechtfertigten. Der Amsterdamer Gerichtshof hob diese Entscheidung jedoch auf und wies die Staatsanwaltschaft an, Wilders anzuklagen. Er selbst sah sich mit Blick auf die Begründung als Vorverurteilter in einem „politischen Prozess“.
Am 20. Januar 2010 begann vor einem Amsterdamer Gericht der Prozess gegen Wilders wegen des Vorwurfs mehrerer Straftatbestände, darunter Beleidigung, groepsbelediging (Beleidigung einer Bevölkerungsgruppe), Aufstachelung zum Hass und Veröffentlichung diskriminierender Äußerungen. Die vorgeworfen Delikte entsprachen etwa dem Tatbestand der Volksverhetzung im deutschen Recht. Das Hauptverfahren wurde am 4. Oktober 2010 eröffnet. Wegen der Äußerung eines Richters, das gängige Vorurteil treffe wohl zu, nach dem Wilders zwar gerne Kontroversen verursache, sich dann aber einer Debatte verweigere, stellte die Verteidigung einen Befangenheitsantrag, zunächst ohne Erfolg. Als später herauskam, dass einer der Richter mit einem islamkritischen Arabisten, den Wilders als Zeugen benannt hatte, vor dessen Aussage zu Abend gegessen hatte, wurde einem erneuten Befangenheitsantrag stattgegeben. Das Verfahren musste mit anderen Richtern neu aufgerollt werden. Da selbst die Staatsanwaltschaft zu diesem Zeitpunkt bereits Freispruch in allen Anklagepunkten verlangt hatte, werteten viele politische Gegner den Antrag als Beleg, dass Wilders gar kein Interesse an einem raschen Ende des Prozesses habe. Das Verfahren endete schließlich am 23. Juni 2011 mit einem Freispruch in allen Anklagepunkten. Das Gericht urteilte, dass sich Wilders’ Äußerungen im Rahmen der Gesetze bewegten und im Zusammenhang der niederländischen Debatte um Einwanderung und Integration gesehen werden müssten.

### Zweites Verfahren
Am Abend der niederländischen Kommunalwahlen im März 2014 rief Wilders bei einer Rede in Den Haag seinen Anhängern zu: „Wollt ihr in dieser Stadt und in den Niederlanden mehr oder weniger Marokkaner?“ Als seine Anhänger lautstark skandierten: „Weniger, weniger“, proklamierte Wilders: „Das werden wir dann regeln!“ Wilders rief damit Empörung hervor. Der Vorsitzende der sozialliberalen Democraten 66 warf Wilders vor, Hass zu säen und eine Grenze zu überschreiten. Aufgrund der Rhetorik wurden in der Presse und in sozialen Netzwerken Vergleiche mit Joseph Goebbels’ Ausruf „Wollt ihr den totalen Krieg?“ aus dessen Sportpalastrede gezogen. So hieß es etwa im NRC Handelsblad: „Mit dem Mobilisieren eines Saales für ‚weniger Marokkaner‘ schafft Wilders eine Atmosphäre von Deportation.“ 6400 Bürger erstatteten wegen der Beleidigung und Diskriminierung einer Menschengruppe und wegen Aufstachelung zum Hass Strafanzeige gegen Wilders.
Am 31. Oktober 2016 begann die Hauptverhandlung in Abwesenheit des Angeklagten. Am 9. Dezember 2016 sprach das Gericht – wieder in Abwesenheit des Beklagten – Geert Wilders schuldig, Menschen marokkanischer Herkunft diskriminiert und beleidigt zu haben. Eine Strafe wurde nicht verhängt; ein Schuldspruch reichte nach Meinung des Gerichts aus. Wilders selbst sprach im Anschluss in einer Videobotschaft von einem „politischen Verfahren“ (wörtlich: „political trial“) gegen ihn sowie einem Angriff auf die Meinungsfreiheit in den Niederlanden und kündigte an, Berufung gegen das Urteil einzulegen. Im September 2020 wurde er im Berufungsverfahren der Gruppenbeleidigung schuldig gesprochen, vom Vorwurf der Anstachelung zum Hass und zur Diskriminierung wurde er hingegen freigesprochen. Das Urteil hatte auch in der letzten Instanz vor dem obersten Gerichtshof (Hoher Rat der Niederlande) bestand, der am 6. Juli 2021 Wilders’ Kassationsbeschwerde verwarf, sodass der Schuldspruch rechtskräftig wurde.

## Politische Positionen
Siehe auch: Partij voor de Vrijheid #Politisches Programm
Wilders ist bekannt für seine anti-islamische Haltung und seine Ablehnung der Beitrittsverhandlungen der Türkei mit der Europäischen Union. Außerdem fordert er, die Einwanderung in die Niederlande strikter zu beschränken. Ihm werden progressive Standpunkte in Bezug auf die Rechte von Frauen und sexuellen Minderheiten attestiert sowie zumindest in den Jahren nach 2009 eine sehr linke Position im Bereich der Sozialpolitik. Er möchte dem öffentlich-rechtlichen Rundfunk die Mittel entziehen, da alle Programme durch eine „Gehirnwäsche“ entstünden.
In einer Studie im Auftrag des Innenministeriums klassifizieren niederländische Extremismusforscher des IVA (2009) die Politik von Wilders’ Partei als neo-rechtsextrem oder „nationaldemokratisch“. Sie stehe nicht in der Tradition der raciale revolutionairen (Neonazis) oder anderer Rechtsextremer und distanziere sich ausdrücklich davon. Aber die PVV lehne „das Fremde“ ab, was sich auf eine vermeintliche Islamisierung und nichtwestliche Einwanderer beziehe. „Das Eigene“ in dieser Perspektive sei die von ihr so bezeichnete „christlich-jüdische und humanistische Kultur in den Niederlanden“. Ihrer Struktur nach könne die PVV als autoritär, nicht demokratisch, eingeschätzt werden.
Von Politikwissenschaftlern wie Frank Geldmacher, Frans Becker, Florian Hartleb, Gerd Reuter oder René Cuperus wird Geert Wilders als typischer Vertreter des Rechtspopulismus bezeichnet.
Laut Christoph Driessen kann Wilders als Erbe des 2002 ermordeten Rechtspopulisten Pim Fortuyn betrachtet werden. Er besitze „weder Fortuyns intellektuelles Format noch seine Originalität“. Seine „rechten Parolen“ verbinde er „mit linken Forderungen nach sozialer Sicherheit vor allem für Ältere“.
In der Berichterstattung wird Wilders in den Massenmedien ebenfalls vorwiegend als Rechtspopulist bezeichnet. In der Tageszeitung Le Temps wird sein Politikverständnis auf Grund seines islamfeindlichen Kurzfilms Fitna als islamophob bezeichnet.
Der FNV-Vorsitzende Bart Plaatje warf Wilders im Jahr 2024 eine radikale gewerkschaftsfeindliche Haltung vor.

### Islam
Geert Wilders’ Islamkritik basiert seinen eigenen Worten zufolge nicht auf einem Hass auf Muslime, sondern auf der von ihm so empfundenen „Unmenschlichkeit“ der islamischen Lehre. Er hasse die Muslime nicht, vielmehr mache es ihn traurig, wie sehr die Doktrin des Islams ihnen die Würde geraubt habe. Einzige Kritik an den Muslimen sei, dass kaum ein Muslim die Stimme gegen die Radikalen erhebe, welche die Weisung des Korans, Krieg gegen die Ungläubigen zu führen, wörtlich nähmen.
In einem Zeitungsinterview im Februar 2007 sagte Wilders, Muslime, die in den Niederlanden leben wollten, müssten die Hälfte des Korans herausreißen und wegwerfen, weil darin „schreckliche Dinge“ stünden, und den Propheten Mohammed würde er „als Extremisten … aus dem Land jagen“, würde dieser noch leben. Die Regierung Saudi-Arabiens verlangte daraufhin von der niederländischen Regierung eine Entschuldigung. Außenminister Ben Bot bedauerte Wilders’ Aussagen. Sein Ministerium verwies darauf, diese Äußerungen gäben nicht den Standpunkt der Regierung wieder; ein Parlamentarier habe das Recht, sich frei zu äußern.
Am 8. August 2007 forderte Wilders in einem Leserbrief an de Volkskrant ein Verbot des Korans in den Niederlanden. Er bezog sich dabei auf eine Rede der italienischen Islamkritikerin Oriana Fallaci, welche die Existenz eines „gemäßigten Islam“ bestritt und die These vertrat, islamistische Gewalt sei nicht Folge eines Missbrauchs dieser Religion, sondern leite sich unmittelbar aus dem Koran ab, der deshalb mit Adolf Hitlers Mein Kampf zu vergleichen sei. Wilders schloss daraus, dass der Koran zu verbieten sei, da er „Muslime in verschiedenen Suren dazu aufrufe, Juden, Christen, Andersgläubige und Nichtgläubige zu unterdrücken, zu verfolgen oder zu ermorden, Frauen zu schlagen und zu vergewaltigen und mit Gewalt einen weltweiten islamischen Staat zu errichten“. Infolgedessen müssten die Niederlande das „faschistische Buch“ Koran verbieten und für Muslime einen Einwanderungsstopp verhängen. Außerdem erneuerte er die nach seiner Wahl ins Parlament bereits von ihm aufgestellte Forderung, den Bau weiterer Moscheen im Lande zu verbieten. Anlass seiner Äußerungen war ein Überfall auf den ehemaligen Muslim und PvdA-Politiker Ehsan Jami, der am 4. August 2007 von drei muslimischen Angreifern verletzt worden war.
Vor der Wahl im Jahr 2023 erklärte Wilders, er würde seine Ansichten über den Islam „in die Gefriertruhe“ legen, um zu regieren.

### Rechte Homosexueller
Auf Wilders’ Drängen hin enthielt die Koalitionsvereinbarung des von der PVV tolerierten Kabinetts Rutte I vom 30. September 2010 eine Ankündigung zur Förderung der Emanzipation von Schwulen und Lesben. Im November 2011 stimmte Wilders mit seiner PVV gegen die beiden regierenden Parteien VVD und CDA, als es um eine Abstimmung zur gleichgeschlechtlichen Ehe ging. Ein Gesetzesentwurf der Linksgrünen verbot Standesbeamten, homosexuellen Paaren die Eheschließung aus religiösen Gewissensgründen zu verweigern; Wilders stimmte mit der linken Opposition und verschaffte diesem Gesetzesentwurf somit die nötige Mehrheit.

### KurzfilmFitna
Am 28. November 2007 gab Wilders in der Tageszeitung De Telegraaf bekannt, an einem Kurzfilm über den Koran mit dem arabischen Titel Fitna (zu Deutsch etwa: „Zwietracht“, „Aufruhr“, „Heimsuchung“) zu arbeiten, der Ende Januar 2008 im niederländischen Fernsehen ausgestrahlt werden sollte. Es fand sich aber kein niederländischer Sender, der ihn ausstrahlen wollte. Seither beschränkte sich Wilders auf Andeutungen und stellte in Aussicht, der Film würde „demnächst im Internet“ gezeigt werden. Daraufhin sperrte Network Solutions, der Hosting Provider von Wilders, am Karsamstag 2008 dessen Website. Die Minister Ernst Hirsch Ballin (Justiz), Guusje ter Horst (Innen) und Maxime Verhagen (Außen) wiesen Wilders auf die Folgen hin, die der Film nach sich ziehen könnte. Einem Bericht des Telegraaf vom 16. Januar 2008 zufolge äußerte der Großmufti von Syrien, Ahmad Badr al-Din al-Hassoun, in einer Rede im Europäischen Parlament schon die Befürchtung, der Film könne zu „Gewalt und Blutvergießen“ führen, insbesondere, wenn in dem Film der Koran verbrannt oder zerrissen werde.
Am 22. März 2008 kam es in Amsterdam zu einer Demonstration gegen eine Veröffentlichung des Films. Nach Polizeiangaben nahmen etwa 2.000 bis 3.000 Personen an dieser Demonstration teil.
Der Film wurde am 27. März 2008 auf der Internetseite „LiveLeak“ veröffentlicht. Am folgenden Tag wurde der Film dort gelöscht, weil bei dem Internetportal, eigenen Angaben zufolge, Morddrohungen eingegangen waren. Der Film hatte sich jedoch zu diesem Zeitpunkt bereits im Internet verbreitet und war auf andere Seiten kopiert worden. LiveLeak stellte Fitna am 31. März 2008 wieder ein. Man habe Sicherheitsvorkehrungen getroffen und wolle sich nicht durch Drohungen unter Druck setzen lassen, legales und regelkonformes Material zu zensieren, nur weil manche den Inhalt nicht mögen würden.

### Nahostkonflikt
In einem Interview mit der Zeitung Jerusalem Post bezeichnete Wilders Israel im Jahr 2009 als das einzige Licht von Demokratie im Nahen Osten. Beim israelisch-palästinensischen Konflikt ginge es nicht um territoriale Fragen, sondern um ideologische. Die Islamisten lehnten Israels Existenzrecht pauschal ab und gäben sich nicht mit einzelnen Gebieten zufrieden. Der Europäischen Union und den USA warf Wilders mangelnde Unterstützung Israels und Appeasement gegenüber Staaten wie dem Iran vor, dessen herrschendes Regime er als „schrecklich“ bezeichnete. Er äußerte im Juni 2010, Jordanien sei Palästina und solle entsprechend umbenannt werden. Dies würde den Konflikt im Nahen Osten beenden und den Palästinensern eine alternative Heimat anbieten. Wilders nahm am 13. Januar 2014 an der Trauerfeier für den ehemaligen israelischen Ministerpräsidenten Ariel Scharon in Jerusalem teil und beantragte, auch im Niederländischen Parlament eine Gedenkfeier abzuhalten, was vom Präsidium unter Verweis auf bestehende Leitlinien für das Gedenken an ehemalige Staats- oder Regierungschefs abgelehnt wurde. Nach Kritik an einem 2017 ausgestrahlten Dokumentarfilm, in dem der Scheich Khalid Jasin unwidersprochen behauptet, Wilders habe „die Ideen des modernen Zionismus übernommen“, veränderte der WDR einige Szenen.

### Russisch-Ukrainischer Krieg
Im Jahr 2014 erklärte Wilders, nicht Russland sei schuld an dem Krieg im Donbas, sondern die Europäische Union (EU). Im Vorfeld der Parlamentswahl in den Niederlanden 2017 sagte Wilders, dass die Verbesserung der Beziehung zu Russland Vorrang habe. Wilders und andere rechte europäische Politiker wie Marine Le Pen und Nigel Farage waren im 2010er Jahrzehnt regelmäßig zu Gast beim staatlichen russischen Fernsehsender Russia Today. Im Jahr 2017 erklärte Wilders die EU-Sanktionen gegen Russland abzulehnen, die unter anderem wegen der russischen Annexion der Krim verhängt wurden.
Nachdem das niederländische Innenministerium und der AIVD bekannt gegeben hatten, dass Russland die öffentliche Meinung und Politik durch Propaganda und Cyberangriffe zu beeinflussen versuche, kündigte Wilders einen Besuch in Moskau an. Er wolle ein Zeichen setzen gegen „hysterische Russophobie“. Im Februar 2018 reiste Wilders für mehrere Tage nach Russland, um sich mit Politikern zu treffen. Seine Reise und ein von Wilders in sozialen Netzwerken geteiltes Foto seines russisch-niederländischen Freundschaftspins wurde von den Hinterbliebenen der Opfer des Malaysia-Airlines-Flugs 17 kritisiert. Sie warfen ihm vor, Russlands Rolle beim Abschuss des Flugzeugs zu ignorieren.
Nach dem russischen Überfall auf die Ukraine im Februar 2022 sprach sich Wilders gegen Militärhilfe für die Ukraine aus. Wilders lobte den russischen Staatschef Putin in einem Interview mit dem kremlnahen Sender RT als „Führungspersönlichkeit, egal was man von ihm hält“, und sagte, er „applaudiere“ Putin dafür, dass dieser für das russische Volk eintrete. Die unabhängige russische Zeitung The Moscow Times zitierte Olga Skabejewa, Moderatorin des russischen Staatsfernsehens, mit der Aussage, Wilders habe gesagt, er sei „für sofortige Verhandlungen und die Ausreise aller ukrainischen Flüchtlinge aus den Niederlanden“. Im Februar 2024 kündigte Wilders auf X an, seine Position zur Militärhilfe für die Ukraine zu revidieren, und bezeichnete Russlands Krieg als barbarisch.

## Auszeichnungen
- 2013: Hiltrud-Schröter-Freiheitspreis, Pax Europa
- 2010, 2013 und 2015 Politiker des Jahres (Politicus van het Jaar), gewählt vom Publikum der Sendung EenVandaag des niederländischen Senders NPO 1[81][82]

## Dokumentarfilme
- Geert Wilders: Europe’s Most Dangerous Man?, 2017, Regie: Joost van der Walk
- EuroTrump, 2017, Regie: Stephen Robert Morse